# Танака Коїті
Тана́ка Ко́їті (яп. 田中耕一, たなかこういち; 3 серпня 1959) — японський науковець, інженер, біохімік.
Народився у префектура Тояма. Не маючи наукового ступеня, винайшов спосіб кількісного аналізу біополімерів, за що отримав Нобелівську премію з хімії 2002 року спільно з Джоном Фенном та Куртом Вютріхом «за розробку методів ідентифікації та аналізу структур біологічних макромолекул». Того ж року нагороджений Орденом культури від японського уряду.